# Europeiskt championat för ston
Europeiskt championat för ston (engelska European Championship for Mares), även kallat Prix Maharajah och Sto-EM, är en årligt återkommande travtävling på Solvalla för ston. Den arrangerades för första gången den 17 augusti 2011. Det är ett Grupp 1-lopp, det vill säga ett lopp av högsta internationella klass. Prissumman i loppet är 1 000 000 kronor till vinnaren. Loppet körs över distansen 2140 meter med autostart.

## Segrare
| År   | Häst            | Kusk                  | Tränare               | Tid    | Odds  |
| ---- | --------------- | --------------------- | --------------------- | ------ | ----- |
| 2024 | Clarissa        | Alessandro Gocciadoro | Alessandro Gocciadoro | 1.10,9 | 11,18 |
| 2023 | Great Skills    | Daniel Wäjersten      | Daniel Wäjersten      | 1.10,9 | 3,04  |
| 2022 | Honey Mearas    | Örjan Kihlström       | Daniel Redén          | 1.10,6 | 3,08  |
| 2021 | Miracle Tile    | Erik Adielsson        | Kristian Malmin       | 1.10,6 | 19,22 |
| 2020 | Conrads Rödluva | Örjan Kihlström       | Daniel Redén          | 1.11,0 | 2,82  |
| 2019 | Uza Josselyn    | Erik Adielsson        | René Aebischer        | 1.10,5 | 2,12  |
| 2018 | Darling Mearas  | Stefan Persson        | Stefan Persson        | 1.11,4 | 8,07  |
| 2017 | I Love Paris    | Johnny Takter         | Björn Goop            | 1.11,1 | 47,67 |
| 2016 | Anna Mix        | Erik Adielsson        | Sofia Aronsson        | 1.11,5 | 2,04  |
| 2015 | Youana          | Erik Adielsson        | Catharina Johansson   | 1.11,9 | 2,35  |
| 2014 | Canaka B.F.     | Ulf Ohlsson           | Reijo Liljendahl      | 1.11,7 | 3,83  |
| 2013 | Save The Quick  | Björn Goop            | Franck Leblanc        | 1.10,9 | 2,42  |
| 2012 | Tamla Celeber   | Örjan Kihlström       | Roger Walmann         | 1.12,0 | 4,17  |
| 2011 | K.L.M. Prelong  | Åke Svanstedt         | Åke Svanstedt         | 1.12,6 | 9,66  |